# Nebulasilvius johani
Nebulasilvius johani là một loài bọ cánh cứng trong họ Bọ hung (Scarabaeidae).